# Eliteserien 2014-2015 (pallavolo femminile)
La Eliteserien 2014-2015 si è svolta dal 4 ottobre 2014 al 28 marzo 2015: al torneo hanno partecipato otto squadre di club norvegesi e la vittoria finale è andata per la terza volta, la seconda consecutiva, allo Stod Volley.

## Regolamento

### Formula
Le squadre hanno disputato un girone all'italiana, con gare di andata e ritorno.

### Criteri di classifica
Se il risultato finale è stato di 3-0 o 3-1 sono stati assegnati 3 punti alla squadra vincente e 0 a quella sconfitta, se il risultato finale è stato di 3-2 sono stati assegnati 2 punti alla squadra vincente e 1 a quella sconfitta.
L'ordine del posizionamento in classifica è stato definito in base a:
- Punti;
- Numero di partite vinte;
- Ratio dei set vinti/persi;
- Ratio dei punti realizzati/subiti.

## Squadre partecipanti
| Club      | Città     | Palazzetto                | Stagione precedente          |
| --------- | --------- | ------------------------- | ---------------------------- |
| Blindheim | Ålesund   | ?                         | 5ª in Eliteserien            |
| Nyborg    | Bergen    | Stemmemyren Bergen        | 1ª in 1. divisjon (girone 1) |
| Førde     | Førde     | Førdehuset Førde          | 3ª in Eliteserien            |
| Koll      | Oslo      | Kringsjåhallen Oslo       | 4ª in Eliteserien            |
| Oslo      | Oslo      | Nydalen Oslo              | 2ª in Eliteserien            |
| Randaberg | Randaberg | Randaberghallen Randaberg | ?                            |
| Sortland  | Sortland  | ?                         | 1ª in 1. divisjon (girone 2) |
| Stod      | Stod      | ?                         | Campione di Norvegia         |

## Torneo

### Risultati
| Partite |                    |     |                                   |
|         |                    |     |                                   |
| 04-10   | Bergen-Koll        | 3-0 | 25-16, 25-16, 25-13               |
| 04-10   | Sortland-Stod      | 1-3 | 17-25, 17-25, 25-23, 20-25        |
| 05-10   | Førde-Koll         | 3-1 | 25-17, 21-25, 25-21, 25-12        |
| 05-10   | Oslo-Ålesund       | 3-0 | 25-12, 25-15, 25-15               |
| 01-11   | Randaberg-Ålesund  | 3-0 | 25-15, 25-14, 25-10               |
| 11-10   | Koll-Oslo          | 0-3 | 13-25, 22-25, 16-25               |
| 11-10   | Ålesund-Førde      | 0-3 | 13-25, 15-25, 17-25               |
| 11-10   | Sortland-Randaberg | 3-1 | 24-26, 25-22, 25-23, 25-18        |
| 18-10   | Randaberg-Førde    | 3-0 | 25-13, 25-13, 25-13               |
| 18-10   | Oslo-Stod          | 0-3 | 17-25, 18-25, 15-25               |
| 19-10   | Koll-Stod          | 0-3 | 17-25, 15-25, 17-25               |
| 25-10   | Bergen-Sortland    | 0-3 | 20-25, 21-25, 14-25               |
| 25-10   | Koll-Randaberg     | 0-3 | 22-25, 20-25, 14-25               |
| 26-10   | Førde-Sortland     | 0-3 | 10-25, 13-25, 21-25               |
| 26-10   | Oslo-Randaberg     | 3-1 | 25-21, 14-25, 25-21, 25-16        |
| 02-11   | Koll-Ålesund       | 3-0 | 25-19, 25-8, 25-13                |
| 15-11   | Stod-Randaberg     | 3-0 | 25-15, 25-21, 25-10               |
| 15-11   | Førde-Bergen       | 3-1 | 25-23, 21-25, 25-20, 25-21        |
| 16-11   | Ålesund-Oslo       | 0-3 | 10-25, 9-25, 16-25                |
| 29-11   | Sortland-Oslo      | 2-3 | 21-25, 13-25, 28-26, 25-19, 17-19 |
| 30-11   | Ålesund-Stod       | 1-3 | 9-25, 25-19, 14-25, 7-25          |
| 13-12   | Randaberg-Bergen   | 3-1 | 25-18, 20-25, 25-18, 25-18        |
| 13-12   | Stod-Førde         | 3-0 | 25-7, 25-10, 25-8                 |
| 14-12   | Ålesund-Sortland   | 0-3 | 8-25, 13-25, 12-25                |
| 14-12   | Oslo-Førde         | 3-0 | 25-14, 25-14, 25-15               |
| 20-12   | Oslo-Bergen        | 3-0 | 25-19, 31-29, 25-14               |
| 21-12   | Koll-Bergen        | 3-1 | 25-19, 27-25, 23-25, 25-22        |
| 10-01   | Randaberg-Oslo     | 3-0 | 25-20, 25-18, 25-0                |

| Partite |                    |     |                                   |
|         |                    |     |                                   |
| 10-01   | Førde-Ålesund      | 3-1 | 25-13, 20-25, 25-21, 25-21        |
| 11-01   | Bergen-Ålesund     | 3-0 | 25-23, 25-13, 26-24               |
| 25-01   | Stod-Oslo          | 3-0 | 25-10, 25-23, 25-15               |
| 01-02   | Randaberg-Sortland | 3-2 | 26-24, 24-26, 25-22, 24-26, 18-16 |
| 01-02   | Bergen-Førde       | 2-3 | 23-25, 25-23, 21-25, 27-25, 10-15 |
| 01-02   | Ålesund-Koll       | 0-3 | 17-25, 14-25, 20-25               |
| 13-02   | Stod-Bergen        | 3-0 | 25-19, 25-5, 25-18                |
| 14-02   | Førde-Stod         | 0-3 | 10-25, 13-25, 16-25               |
| 14-02   | Oslo-Koll          | 3-0 | 25-17, 25-13, 25-17               |
| 14-02   | Sortland-Ålesund   | 3-0 | 25-11, 25-12, 25-7                |
| 15-02   | Bergen-Stod        | 0-3 | 20-25, 15-25, 6-25                |
| 21-02   | Sortland-Koll      | 3-0 | 25-17, 25-19, 25-20               |
| 28-02   | Randaberg-Koll     | 3-0 | 25-21, 27-25, 25-9                |
| 28-02   | Bergen-Oslo        | 0-3 | 16-25, 9-25, 14-25                |
| 28-02   | Stod-Sortland      | 3-0 | 25-21, 25-9, 25-13                |
| 01-03   | Førde-Oslo         | 1-3 | 17-25, 25-19, 16-25, 11-25        |
| 01-03   | Ålesund-Randaberg  | 0-3 | 23-25, 14-25, 22-25               |
| 07-03   | Sortland-Førde     | 3-0 | 25-6, 25-21, 25-8                 |
| 08-03   | Ålesund-Bergen     | 0-3 | 11-25, 13-25, 18-25               |
| 08-03   | Randaberg-Stod     | 0-3 | 15-25, 20-25, 14-25               |
| 08-03   | Koll-Førde         | 3-1 | 25-21, 23-25, 25-21, 25-8         |
| 14-03   | Førde-Randaberg    | 0-3 | 11-25, 13-25, 22-25               |
| 14-03   | Stod-Ålesund       | 3-0 | 25-11, 25-9, 25-12                |
| 14-03   | Oslo-Sortland      | 3-0 | 25-10, 25-18, 25-19               |
| 15-03   | Koll-Sortland      | 1-3 | 25-18, 14-25, 14-25, 21-25        |
| 15-03   | Bergen-Randaberg   | 3-0 | 25-23, 28-26, 25-16               |
| 22-03   | Stod-Koll          | 3-0 | 25-12, 25-6, 25-18                |
| 28-03   | Sortland-Bergen    | 3-0 | 25-22, 25-18, 25-20               |

### Classifica
| Pos. | Squadra   | Pt | G  | V  | P  | SV | SP | Ratio  | PF    | PS    | Ratio |
| ---- | --------- | -- | -- | -- | -- | -- | -- | ------ | ----- | ----- | ----- |
| 1.   | Stod      | 42 | 14 | 14 | 0  | 42 | 2  | 21.000 | 1 092 | 634   | 1.722 |
| 2.   | Oslo      | 32 | 14 | 11 | 3  | 33 | 13 | 2.538  | 1 039 | 847   | 1.226 |
| 3.   | Sortland  | 29 | 14 | 9  | 5  | 32 | 17 | 1.882  | 1 104 | 955   | 1.156 |
| 4.   | Randaberg | 26 | 14 | 9  | 5  | 29 | 18 | 1.611  | 1 071 | 941   | 1.138 |
| 5.   | Førde     | 14 | 14 | 5  | 9  | 17 | 32 | 0.531  | 890   | 1 112 | 0.800 |
| 6.   | Nyborg    | 13 | 14 | 4  | 10 | 17 | 30 | 0.566  | 968   | 1 072 | 0.902 |
| 7.   | Koll      | 12 | 14 | 4  | 10 | 14 | 42 | 0.333  | 892   | 1 048 | 0.851 |
| 8.   | Blindheim | 0  | 14 | 0  | 14 | 2  | 42 | 0.047  | 643   | 1 090 | 0.589 |

## Classifica finale
| Pos                 | Squadra   | Qualificazione        |
| ------------------- | --------- | --------------------- |
| Norvegia (bandiera) | Stod      | Challenge Cup 2015-16 |
| 2                   | Oslo      |                       |
| 3                   | Sortland  |                       |
| 4                   | Randaberg |                       |
| 5                   | Førde     |                       |
| 6                   | Nyborg    |                       |
| 7                   | Koll      |                       |
| 8                   | Blindheim |                       |

## Statistiche
| Rendimento individuale | Rendimento individuale | Rendimento individuale | Rendimento individuale |
| Pos.                   | Nome                   | Punti                  | Squadra                |
| ---------------------- | ---------------------- | ---------------------- | ---------------------- |
| 1                      | Susann Bech            | 196                    | Sortland               |
| 2                      | Martine Viken          | 189                    | Førde                  |
| 3                      | Henriette Andersen     | 148                    | Randaberg              |
| 4                      | Hilde Elvebakk         | 146                    | Oslo                   |
| 5                      | Malene Morken          | 143                    | Nyborg                 |
| 6                      | Clarisse Peixoto       | 135                    | Stod                   |
| 7                      | Mari Berget            | 132                    | Oslo                   |
| 7                      | Synne Kolsvik          | 132                    | Koll                   |
| 9                      | Gabrielle Hustadnes    | 127                    | Blindheim              |
| 10                     | Hanne Aas              | 123                    | Randaberg              |

| Attacchi vincenti | Attacchi vincenti   | Attacchi vincenti | Attacchi vincenti |
| Pos.              | Nome                | Punti             | Squadra           |
| ----------------- | ------------------- | ----------------- | ----------------- |
| 1                 | Susann Bech         | 161               | Sortland          |
| 2                 | Martine Viken       | 160               | Førde             |
| 3                 | Hilde Elvebakk      | 125               | Oslo              |
| 4                 | Henriette Andersen  | 110               | Randaberg         |
| 4                 | Malene Morken       | 110               | Nyborg            |
| 6                 | Mari Berget         | 106               | Oslo              |
| 7                 | Gabrielle Hustadnes | 105               | Blindheim         |
| 8                 | Synne Kolsvik       | 104               | Koll              |
| 9                 | Clarisse Peixoto    | 98                | Stod              |
| 10                | Hanne Aas           | 87                | Randaberg         |

| Muri vincenti | Muri vincenti     | Muri vincenti | Muri vincenti |
| Pos.          | Nome              | Punti         | Squadra       |
| ------------- | ----------------- | ------------- | ------------- |
| 1             | Erla Eiriksdottir | 37            | Sortland      |
| 2             | Una Trkulja       | 29            | Randaberg     |
| 3             | Ragnhild Bechmann | 27            | Randaberg     |
| 4             | Katia de Oliveira | 26            | Stod          |
| 5             | Solveig Morken    | 24            | Nyborg        |
| 6             | Oda Ulveseth      | 23            | Oslo          |
| 6             | Lisa Walle        | 23            | Nyborg        |
| 8             | Hanne Aas         | 22            | Randaberg     |
| 8             | Katinka Krahn     | 22            | Koll          |
| 10            | Kamilla Dale      | 19            | Stod          |
| 10            | Martine Viken     | 19            | Førde         |

| Battute vincenti | Battute vincenti   | Battute vincenti | Battute vincenti |
| Pos.             | Nome               | Punti            | Squadra          |
| ---------------- | ------------------ | ---------------- | ---------------- |
| 1                | Rebekka Bahr       | 36               | Koll             |
| 2                | Ingvild Sørdal     | 30               | Oslo             |
| 3                | Gunn Finstad       | 28               | Stod             |
| 3                | Clarisse Peixoto   | 28               | Stod             |
| 5                | Susann Bech        | 27               | Sortland         |
| 6                | Henriette Andersen | 25               | Randaberg        |
| 7                | Martine Iversen    | 23               | Sortland         |
| 8                | Solveig Morken     | 22               | Nyborg           |
| 8                | Malene Morken      | 22               | Nyborg           |
| 8                | Katia de Oliveira  | 22               | Stod             |